# Српска радикална странка (Црна Гора, 1997)
Српска радикална странка (званично без других додатака у називу, а такође позната у јавности и као Српска радикална странка Илије Дармановића) ванпарламентарна је политичка странка у Црној Гори. Основана је почетком 1997. године, од стране групе која је иступила из редова тадашње Српске радикалне странке др Војислав Шешељ. Од оснивања странке, на њеном челу се налази Илија Дармановић. Иако је учествовала у изборима на разним нивоима, самостално или у коалицији са другим политичким странкама, никада није успела да оствари запаженије разултате. Почевши од 2016. године, чланица је политичке коалиције Демократски фронт.
Српску радикалну странку Илије Дармановића не треба поистовећивати са Странком српских радикала у Црној Гори, коју предводи Душко Секулић.

## Дјелатност
Крајем 1996. и почетком 1997. године, након изборног неуспјеха од претходне јесени, у руководству тадашње Српске радикалне странке др Војислав Шешељ дошло је до низа спорова и подјела, што је резултирало издвајањем групе страначких функционера и формирањем нове политичке партије, под редукованим називом: Српска радикална странка (без других додатака у називу). Приликом оснивања странке, у фебруару 1997. године, за председника је изабран Илија Дармановић, бивши радикалски посланик у Скупштини Црне Горе.
Дармановићева странка је је након оснивања успјела да се упише у регистар политичких организација Црне Горе под називом Српска радикална странка, иако је у савезном регистру политичких организација још од 1991. године под истоветним називом била уписана Српска радикална странка на чијем се челу налазио Војислав Шешељ. Представници Шешељевих радикала су поменуту одлуку републичког регистра тумачили као покушај уношења забуне у радикалско бирачко тијело у Црној Гори. Анимозитет између двије радикалске организације, који је поникао у вријеме оснивања Дармановићеве странке, наставио се и током наредних година, што се показало на бројним примјерима међусобног оспоравања и политичког сукобљавања.
Уочи савезних избора који су одржани у септембру 2000. године, странка је покушала да формира коалицију под називом Српска слога, али та замисао није реализована. У јуну 2001. године, странка је извршила измјене и допуне у статуту и програму. На скупштинским изборима који су у Црној Гори одржани у октобру 2002. године, странка је наступила самостално, остваривши скроман резултат.
На предсједничким изборима који су у Црној Гори одржани у децембру 2002. године, странка је кандидовала Илију Дармановића, који је освојио 971 гласова (0.46%). На поновљеним предсједничким изборима који су у Црној Гори одржани у фебруару 2003. године, странка је поново кандидовала Илију Дармановића, који је освојио 833 гласова (0.39%).
У јесен 2006. године, странка је пред надлежним државним органима покренула поступак против супарничке Српске радикалне странке др Војислав Шешељ због помена имена Војислава Шешеља у страначком називу, што је након осамостаљења Црне Горе било противно закону, који је прописивао да странке у својим називима не могу садржати помен имена стране личности. Та иницијатива је приморала руководство СРСВШ да крајем исте године усвоји нови назив: Странка српских радикала (ССР).
На скупштинским изборима који су  Црној Гори одржани у октобру 2012. године, странка је наступила у оквиру коалиције под називом Српска слога, која је добила укупно 5275 гласова (1,45%), што није било довољно за улазак у парламент.
Почетком 2015. године, учињен је покушај програмског и организационог обједињавања српских радикалских странака у Црној Гори. Тим поводом је основан и заједнички координациони тим, али већ средином исте године показало се да уједињење није оствариво.
Уочи скупштинских избора који су у Црној Гори одржани 2016. године, странка је приступила коалицији Демократски фронт, у чијем саставу и даље дјелује.